# Harrow (borgo di Londra)
Il London Borough of Harrow è un borgo di Londra che si trova nella parte nord-occidentale della città, nella Londra esterna. Confina con l'Hertfordshire a nord e con i borough di Hillingdon a ovest, Ealing a sud, Brent a sud est e Barnet a est.

## Storia

Harrow all'interno del Middlesex nel 1961

Harrow fu formato nel 1934 come distretto urbano del Middlesex con la fusione del Distretto urbano di Harrow on the Hill, il Distretto rurale di Hendon, e il Distretto urbano di Wealdstone. 
Divenne quindi un distretto municipale il 4 maggio 1954. NeI 1965 l'area fu trasferita nella Grande Londra e trasformata in London Borough.

## Società

### Etnie e minoranze straniere
Harrow è un quartiere multietnico, con la presenza della più grande gruppo di etnia indiana (in particolare provenienti da Gujarat e del Sud dell'India).
Il secondo gruppo etnico presente all'interno del borgo è quella Tamil dello Sri Lanka, oltre ad avere la più alta densità di Gujarati induisti, così come Jains. 
I dati del censimento mostrano che la maggior parte dei Tamil dello Sri Lanka vivono nelle aree di North Harrow, South Harrow e Rayners Lane. Gli indiani sono presenti per lo più nelle aree orientali Kenton e Queensbury. 
I quartieri con la più densità di popolazione britannica bianca sono:
- Pinner
- Pinner Sud
- Stanmore Park

### Religione
| Religioni                | Harrow % | Nazionale % |
| ------------------------ | -------- | ----------- |
| Cristiani                | 37,3     | 59,4        |
| Hinduisti                | 25,3     | 1,5         |
| Islam                    | 12,5     | 5,0         |
| Ebrei                    | 4,4      | 0,5         |
| Nessuna religione        | 9,6      | 24,7        |
| Religione non dichiarata | 15,4     | 7,2         |

## Arte e cultura
La prima e unica galleria d'arte contemporanea a Harrow è stata istituita nel 2010 dal usurpi Art Collective. Lo spazio è chiamato Usurp Art Gallery & Studios e ha sede a West Harrow, una parte bohemien di Harrow.
Usurp Art fornisce supporto professionale per artisti e gestisce gli unici studi di artisti pubblici nel quartiere. Si tratta di un progetto faro per Arts Council England.

## Economia
Le principali imprese con la sede a Harrow sono: Kodak, il Royal National Orthopaedic Hospital e Ladbrokes.

## Infrastrutture e trasporti
Linee di autobus londinesi: 32, 79, 92, 107, 114, 140, 142, 182, 183, 186, 204, 223, 251, 258, 282, 288, 292, 302, 303, 324, 340, 395, 398, 483, 487, H9, H10, H11, H12, H13, H14, H17, H18, H19, night route N5, N16, N18 e N98.
Le numerose stazioni della National Rail, London Overground e della metropolitana di Londra nel distretto sono:
- Canons Park
- Stazione di Harrow & Wealdstone
- Stazione di Harrow-on-the-Hill
- Stazione di Hatch End
- Stazione di Headstone Lane
- North Harrow
- Stazione di Northolt Park
- Pinner
- Rayners Lane
- South Harrow
- Stanmore
- Sudbury Hill
- Stazione di Sudbury Hill Harrow
- West Harrow

## Amministrazione

Mappa che mostra i quartieri di Harrow dal 2002 ad oggi.

Harrow è divisa in 21 distretti, ognuno rappresentato da tre consiglieri nell'Harrow London Borough Council. Dopo le ultime elezioni comunali, il borgo è amministrato dal partito laburista. Il consiglio comunale è composto da 34 consiglieri Laburisti, 26 Conservatori, 2 Indipendenti e 1 Liberal Democratico.

### Distretti
- Belmont
- Canons Park
- Greenhill
- Harrow
- Harrow on the Hill
- Harrow Weald
- Hatch End
- Headstone
- Kenton
- Little Stanmore
- North Harrow
- Pinner
- Pinner Green
- Queensbury
- Rayners Lane
- Roxeth
- South Harrow
- Stanmore
- Sudbury
- Wealdstone
- West Harrow

### Gemellaggi
- Douai

## Sport

### Calcio
- Barnet F.C. gioca le partite interne nel The Hive Stadium nella League 2;
- Wealdstone FC, lo stadio è The Vale nella National League South;
- Harrow Borough F.C. gioca le partite interne nell'Earlsmead Stadium nella Isthmian League
- Rayners Lane F.C. lo stadio è Tithe Farm Social Club nella Hellenic Football League.

### Cricket
Cinque dei 30 club di cricket che giocano nel Middlesex County Cricket League hanno sede nel quartiere londinese di Harrow: Harrow, Harrow St Mary's, Harrow Town, Kenton e Stanmore. 

### Rugby
Harrow ha anche una squadra di rugby nel campionato professionistico London Broncos e competono nel Campionato Kingstone Press, il secondo livello della lega di rugby britannico dopo esser retrocesso dalla Super League nel 2014 dopo 20 stagioni consecutive nella massima serie. I Broncos giocono al The Hive Stadium stadio di casa del Barnet F.C.